# Soulages-Bonneval
Soulages-Bonneval är en kommun i departementet Aveyron i regionen Occitanien i södra Frankrike. Kommunen ligger  i kantonen Laguiole som ligger i arrondissementet Rodez. År 2022 hade Soulages-Bonneval 302 invånare.

## Befolkningsutveckling
Antalet invånare i kommunen Soulages-Bonneval
Referens: INSEE